# Gáldtő
Gáldtő románul: Galtiu, falu Romániában, Erdélyben, Fehér megyében.

## Fekvése
Gyulafehérvártól északkeletre, a Maros bal partján fekvő település.

## Története
Gáldtő nevét 1329-ben, majd 1333-ban említette először oklevél quartam partem ... p-is Galdtu ~ v.
Galdtu néven.
1335-ben Petrus ds Zakalus de Galdtu néven említették, birtokosai ekkor a Gáldi nemesek voltak. 1329-ben Gáldi Adorján,
nénjének, Margitnak, az őt Rákosdi Tamás özvegyeként illető leánynegyedet Gáldtő negyedrészében és tartozékaiban adta ki, és 1333-ban nem váltotta vissza. 1335-ben az okleveletGáldtői Szakállas Péter íratta át (Gy 2: 160).
A falu birtokosai a későbbiekben is a Gáldtői család és annak leszármazottai voltak.
Nevének későbbi változatai: 1441-ben és 1442-ben, 1538-ban Galthew, 1733-ban Gáld, 1750-ben Közep-Galda, 1760–1762 között Galdtő. 1808-ban Gáldtő vel Gáltő h., cum pr. Bekenszeg h., 1913-ban Gáldtő.
A trianoni békeszerződés előtt Alsó-Fehér vármegye Tövisi járásához tartozott.
1910-ben 512 lakosa volt, melyből 30 magyar, 472 román volt. Ebből 469 görögkatolikus, 14 református, 13 görögkeleti ortodox volt.

## Híres emberek
- Itt született 1782. február 2-án gróf Bethlen Lajos memoáríró.[2]

## Források

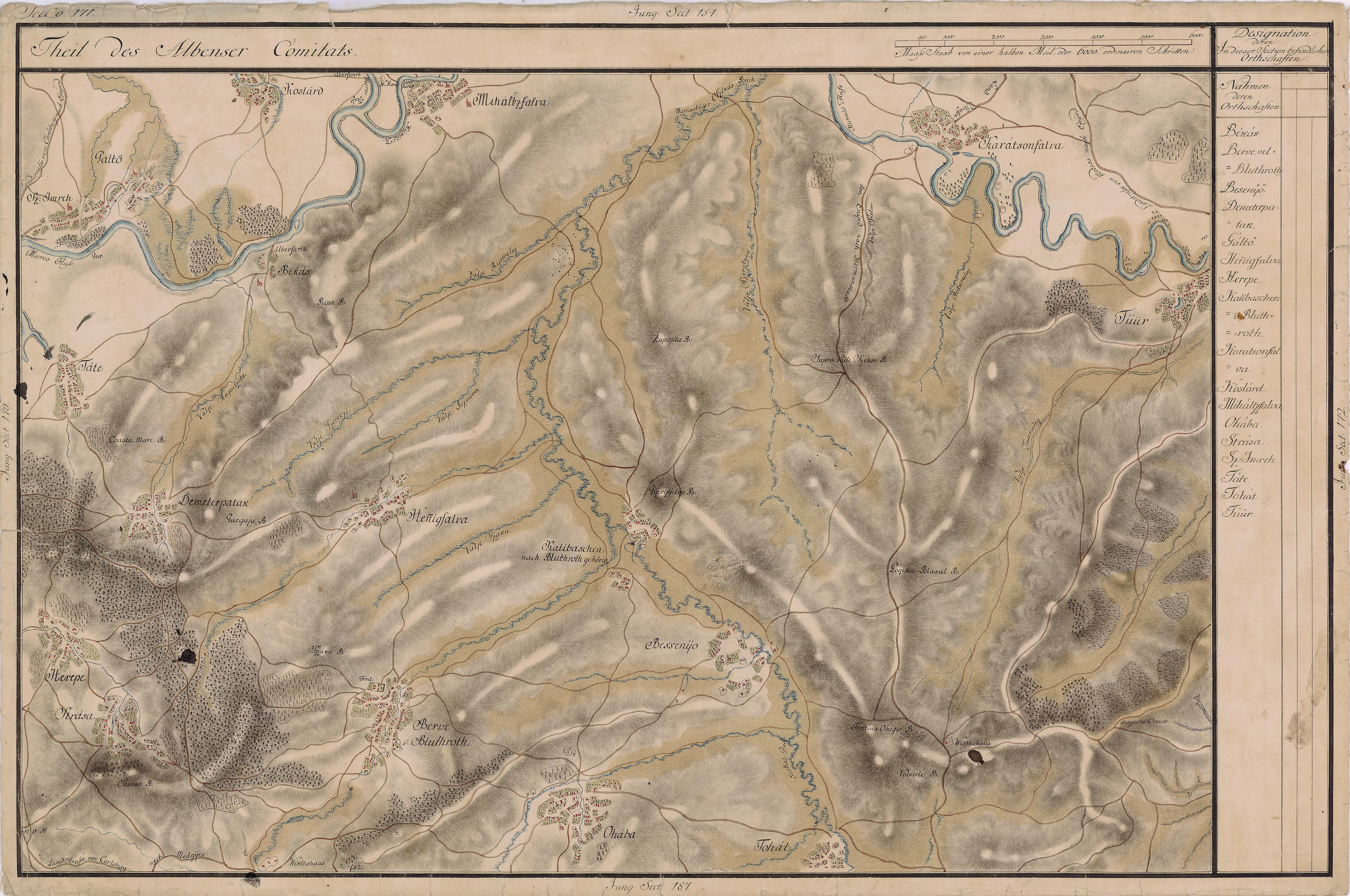
Gáldtő és környéke egy régi térképen